# 至尊勇者
《至尊勇者》原名「(hepoi)」，是STUDIO GALLOP製作的角色扮演遊戲題材機械人動畫。

## 概要
本作品是一個講述具有生命的魔法布偶希布拯救世界於魔王管治的故事。
動畫於1990至1991年在日本東京電視台播放。共50集。
除了動畫還有漫畫版本。

## 故事

### 希布繼承衣缽
至尊勇者的故事發生在一個叫「法特蘭」（ファンタGランド）的世界。很久以前，此世界陷入於「聖機神軍」對抗「剛魔神軍」的戰爭之中，但是有一位「希布利斯勇者」在那時出現，使用了「希布利斯勇者」的力量把兩軍的所有城堡戰士封印，世界又回復和平。可是多年後出現了一位叫多拉古（魔王ドラクネス）的萬惡魔王，他的強大法力把「剛魔神軍」解封，打算用以征服世界。此時，昔日的希布利斯勇者年事已高，製造了一個具有生命的魔法布娃娃叫「希布」，隱居於世；有一天，多拉古的軍隊來到，老勇者發現世界的危機，於是給了希布力量，讓他成為「希布利斯勇者」的繼承者，踏上打敗多拉古拯救世界的使命。

### 聖機神復活
希布在征途中認識了數名主要的同伴：留迪（亡國皇子）、美雅（貓妖精）、寬先生（商人）與聖機神軍的女主人－城堡公主。而希布的任務主要是令所有屬於「聖機神軍」的城堡戰士從封印中蘇醒，打倒所有剛魔神軍。

### 勇者們的慘敗
當希布一行人把大部份的聖機神城堡變成自己的同伴時，最後一名蘇醒的聖機神----法老皇城堡卻拒絕加入，更與另一名聖機神巴朗城堡大打出手。不幸的是，多拉古亦有所行動，運用了黑暗魔法霧把大部分聖機神「魔化」為剛魔神軍的一邊。於是希布只有選擇直接與多拉古決戰，結果全員壓倒性慘敗於多拉古之手。此時城堡公主為了保存希布等人的性命，自願向多拉古投降及接受軟禁；多拉古接受了條件，但把希布、留迪、美雅三人封印，最少二至三年封印才會解除……

### 黑暗的未來
三年後，被遺棄在荒野的希布終於從封印解放出來，但整個「法特蘭」世界變得滿目瘡痍。世界已經完全被多拉古控制了，剛魔神軍的力量更遍佈全世界。希布雖然找回了昔日的同伴，但留迪已經成為山賊頭子，放棄了復國的理想，更與希布大打出手；而老希利斯勇者一家更被剛魔神軍殺害。不久連美雅也為了保護希布亦犧牲了性命。在最絕望的一刻，以前考驗過希布的仙人－「人參道人」提供了時空機器「佳班鳥」給希布東山再起，而留迪在最後一刻亦跟希布乘上佳班鳥，回到三年前重新開始……

### 東山再起
回到三年前，希布首先找回了自己的家人，再聯合唯一沒有變成剛魔神的「飛龍城堡」對抗進攻故鄉的「黑暗白都城堡」。飛龍城堡與佳班鳥合體，變成「超進化佳班飛龍城堡」。不久希布感覺到自己力量的不足，於是老希布利斯勇者提議他跟隨熟知希布利斯勇者力量的大師---修行，以提升實力。在學藝的過程中，希布遇上了新的勁敵，他的同門師兄麥加度。麥加度雖然更早跟隨修行，但他十分嫉妒希布的天份。後來麥加度為了得到更強的力量更背叛師門，奪取了含邪惡力量的「墮天使之劍」加入多拉古。幸好留迪也得到了足以對抗「墮天使之劍」的「破邪之劍」，希布一行人更憑二劍的力量得到了最強的聖劍---「王者之劍」。其後勇者一行人成功說服了憤世嫉俗的法老王城堡再加入聖機神軍，城堡公主又把一眾被魔化的聖機神軍復原，勇者把聖機神軍之首「帝王城堡」（超聖機神キングキャッスル）復活，決戰剛魔神軍的日子已經接近了。
在帝王城堡復活後，聖機神軍與剛魔神軍進行了慘烈的決戰，希布等人擔心二軍城堡戰士的大規模戰爭會波及至整個世界，於是希布與城堡公主用了最大的「希布利斯力量」再把兩方的城堡戰士封印，希布亦直接與多拉古進行最後的戰鬥。
起初任何人都傷不到多拉古的身體，原來多拉古平時出現的模樣只是真身遙遠操控的魔法鎧甲。最後多拉古把真身與鎧甲合體全力一戰，希布本來完全佔了下風，但最後因為使用了希布利斯勇者最強的奧義－「天地空的力量」反敗為勝，消滅了多拉古。
大戰結束後，世界變回原狀，而希布一行人聲稱要再次旅行，開始新的旅程……

## 人物介紹

### 主要角色
希布（配音員：楊婉清（香港）、增田裕生（日本））
本故事的主角，是由老爺爺以老希布利斯勇者的斗縫縫製，加入了生命力與希布利斯力量的布偶，成為了新一任的希布利斯勇者。希布的家人有：老希布利斯勇者與他的妻子，兩個同樣是布偶的妹妹分別叫菲菲與波波。
由於是以老希布利斯勇者的力量而誕生，性格與傳統的勇者一樣，努力不懈，只是言行孩子氣一點。布公仔的柔軟身體亦令希布的軀體能夠應付不同的危機，不過遇水會變得很重。
在各城堡近衛戰士，人參道人與老師的指導下，希布已有與多拉古一戰的條件，後來聖機神軍與剛魔神軍總動員大戰時，他更為了阻止大規模破壞而重複他爺爺多年前的決定，把帝王城堡與黑色城堡以外所有城堡戰士封印。
希布的日版配音員增田裕生，曾參與《網球王子》及《遊戲王GX》等演出。增田為本作聲演希布時，年僅十二歲，所以與成年後的作品相比，聲線完全不同。
留迪（配音員：郭志權（香港）、草尾毅（日本））
希布居住的大陸的皇子，武功不俗，擅用作為皇族象徵的回力刀，因為多拉古的關係而亡國，自小一直過著流亡的生活。初時留迪自以為自己才是真正的希布利斯勇者，與希布的關係不太好，二人常常競爭誰是最強的。但是大家漸漸認同了對方的實力，而且是最好的伙伴。後來勇者們慘敗於多拉古手下後，留迪一度意志消沉而當了山賊頭子，後來與希布回到三年前後，被愛國的國民所感動重拾了鬥志，後來取了「破邪之劍」更可與麥加度一較高下。
後來麥加度浸了「魔王液」，舒拿基使用了超級裝甲後，希布能力上不足以與他們對抗，留迪亦義不容辭把自己的「希布利斯力量」傳給他以壓到對手；在大家對多拉古的不死裝甲束手無奈時，留迪亦成長了，他放下了尊嚴哀求舒拿基幫忙，由此可見他絕對是勇者一行人最好的伙伴。
美雅（配音員：黃麗芳（香港）、久川綾（日本））
貓妖精，有些「萌」的感覺。是城堡公主的侍從，在希布一行人中，猶如參謀的角色。為了協助城堡公主找尋希布利斯勇者，所以擁有感應希布利斯勇者力量的特殊能力，因此美雅初初被剛魔神軍捉去以其能力找尋希布利斯勇者斬草除根，不久被希布救出，成為了他的同伴。美雅平日經常與留迪因瑣事吵架，但不久二人在冒險培養了特別的感情。在三年後的未來，她為了救希布而不幸被黑暗白都城堡所殺。但希布回到三年前改變了命運而避過了一劫，最後能夠與勇者們奮戰至勝利為止。
寬先生（配音員：梁耀昌（香港）、瀧口順平、飛田展男、吉村よう（日本））
商人，愛財如命，而且好女色，眼見希布等人為了找尋聖機神而奔走於世界各地，自己亦想藉此機會找尋財寶與商機，因而成為勇者一行人的同伴。過程中鬧了不少笑話。在希布及留迪回到三年前的世界時，寬先生已成為一名大富翁，最初他拒絕加入希布一行人的旅程，後來他的豪華宅邸被剛魔神軍破壞，家財盡失，不得已才答應加入。

### 聖機神軍
城堡公主（配音員：袁淑珍（香港）、西原久美子（日本））
聖機神軍的精神領袖，擁有強大的法力，事實上是聯繫著包括剛魔神軍在內、所有城堡戰士生命的精靈，城堡公主一旦被封印或死亡，所有城堡戰士都會一同死亡。因此縱使剛魔神軍與之是敵對關係、都不能夠對城堡公主出手，為多拉古所憚忌而被軟禁。希布等人到了天空城市時救出了城堡公主後，多拉古嘗試把聖機神巴朗城堡變成剛魔神，幸好因城堡公主令他動搖，再由希布把潛在的「希布利斯力量」把他回復原狀。其後希布一行人直接挑戰多拉古慘敗後，她犧牲了自己剛得的自由換取勇者一行人的性命。
在希布回到三年前的過去時，在聖地與聖機城堡合作使出高級咒文把所有被魔化的聖機神回復原狀，但最後不忍聖神戰剛魔神的戰爭波及世界而自願被帝王城堡封印，因此連同所有城堡戰士最後長眠於大地。

### 多拉古軍團
魔王多拉古（配音員：源家祥（香港）、飯塚昭三（日本））
典型RPG遊戲中的魔王，在香港播映時稱為「萬惡魔王-多拉古」。性格冷酷無情，雖然有一妹舒拿基，實際上只視之為棋子看待。而且擁有強大的法力。數十年前與製作希布的帕魯爺爺，一同修煉，兩人更成為希布利斯大師。可惜多拉古懷有野心，乃發動剛魔神軍，企圖侵略法特蘭大陸，最後被帕魯所打敗。
數十年後，多拉古捲土重來，喚醒剛魔神軍再次侵略。而他手下數位主要幹部大部份都是把一些普通平民再施以邪惡魔法而變成的、有些則是由物件施法變成。真正的多拉古，已經年老體衰，但法力依然強大，平時都會遙遠操控鎧甲，以便與下屬接觸或戰鬥。最後決戰時，與鎧甲合而為一，但仍不敵希布，遺下對希布擁有友情，自己卻始終孤獨的感慨而消散。
多拉古也有自己專用的城堡戰士，它就是超剛魔人「黑色城堡」。專用武器是「魔王之劍」，曾借予舒拿基以強化裝甲與希布對決。
麥加度·馮·拉斐爾·度·加布利三世（配音員：郭立文（香港）、松本保典（日本））
「希布利斯大師」的弟子，擁有一把金色長髮的美男子，後來背叛師門，加入剛魔神軍。
麥加度的劍術，武功與「希布利斯」力量皆十分出眾，加上名門望族的出身，因而養成高傲自負的性格。他十分看不起希布，當他與希布比劍弄傷了臉子及看見其天份時，已經對希布十分嫉恨；後來麥加度對力量的渴求導致了與決裂，更強奪了魔劍「墮天使之劍」加入魔王多拉古。
麥加度與城堡戰士搭檔發揮出的力量也十分驚人，希布與佳班飛龍城堡初期是不敵於麥加度與黑暗白都城堡的組合。當城堡公主想喚醒「聖機城堡」時，麥加度卻搶先一步與多拉古的妹妹舒拿基提早到了「正義之國」的教堂喚醒聖機城堡，得到了聖機城堡的使用權，更與舒拿基進行了結婚儀式。
本身除了高強劍術，亦相當有戰術頭腦。曾經指揮黑暗白都城堡，與佳班飛龍城堡決戰，令後者處於下風。最後令希布以希布利斯力量，不得已將白都城堡擊毀。
為了修復白都城堡，麥加度再次喚醒最後一部聖機神——聖機城堡，以使白都城堡再次復活。他更指揮被剛魔神軍控制的加多城堡及夏利雲城堡，聯手以魔力咒縛聖機城堡，打算將之擊毀，然而舒拿基執意要在聖機城堡中舉行婚禮邢被逼放棄。此事不單破壞麥加度原先計劃，變回教堂的聖機城堡，得以轉移到飛龍城堡附近，使之從重傷中回復過來。
之後留迪得到「破邪之劍」與抗衡，其後希布更得到了最強聖劍-「王者之劍」，麥加度終於嘗到戰敗的屈辱。於是他要求多拉古容許他浸「魔王液」提升力量以報復，其後麥加度力量大增，連希布留迪也不敵，結果擊敗了巴朗城堡的衛士卡柏圖等六人（六人合體而成的MD皇帝．合體王）。但是，留迪把全身的「希布利斯力量」傳給希布，促使他可以使出希布利斯勇者最強奧義「天地空的力量」，麥加度便徹底地戰敗了。
事後麥加度沒有死去，但己失去希布利斯力量，變成一位普通人。他更與舒拿基放棄了多拉古軍的身份一起隱居，更產下一孩子。
麥加度的全名是由三名熾天使：聖米迦勒（ミカエル）、拉斐爾（ラファエル）與加百利（ガブリエル）組成。
舒拿基（Sister Kate，配音員：林丹鳳（香港）、川村万梨阿（日本））
她不但是魔王多拉古的重要幹部，更是多拉古的妹妹，可謂眾幹部之首。舒拿基樣貌年輕，有一把金色的秀髮（但平時都會用粉紅色大帽子蓋住）。由於美貌再加上其身份地位，養成了刁蠻公主的性格脾氣。當希布把正義之國的剛魔神軍消滅後，舒拿基就在天空城布的法老皇城堡佈下陷阱，但希布還是令巴朗城堡覺醒。但因為法老皇城堡憤世嫉俗的性格，舒拿基得以與法老皇城堡合作牽制巴朗城堡，導致三年後黑暗的未來。
當希布東山再起在處修行時，麥加度因嫉恨而加入剛魔神軍，舒拿基對麥加度一見鍾情，而麥加度為了自己在剛魔神軍的地位更與她來往。其後舒拿基更透露了聖機城堡的情報讓麥加度立下奪取此城堡的大功，因此多拉古准許二人在由聖機城堡的原貌，正義之國的大教堂舉行婚禮。
在婚姻舉行的日子，希布等人乘剛魔神軍鬆懈終於奪回聖機城堡，而麥加度即使浸了「魔王液」亦被希布打敗，生死不明。舒拿基以為麥加度戰死十分傷心，此時多拉古認為此兩夫婦沒有價值便教唆其妹向希布報復，舒拿基由是穿上了極危險的超級裝甲迎戰全陣容的聖機神軍。穿了裝備的舒拿基的力量由一刀砍掉夏利雲城堡的手臂可見一班，後來希布發現她的鎧甲有自爆的危險仍然小心使用「王者之劍」把其鎧甲粉碎以救出舒拿基，但由於超級裝甲已吸取舒拿基所有希布利斯力量，令她變回一名普通人，最後麥加度仍然在生，二人決定了一起隱居，舒拿基更在留迪的誠意打動下，提醒希布與留迪關於多拉古還有一真身的秘密。
電飯古/扎古(香港)（配音員：張炳強（香港）、鹽屋浩三（日本））
原本是售賣電飯煲的販子，因為多拉古答應賜予他更強力量而成為其手下一員。支配著「骷髏城堡」，也是令留迪祖國滅亡的兇手。在希布搭飛龍城堡大敗扎古後，扎古仍死心不息要求多拉古為其提升力量再戰一次，可是仍敗於希布手上，最後沒有被殺，變回電飯煲小販。
普力王三世
多拉古軍團麾下，統治正義之國，被多拉古法成為幹部前本體是一個水煲。為求勝利可以不擇手段。趁著正義之國先王逝世之機，利用該國人民只聽從權威之象徵「正義之劍」擁有者之號令的心理，收買工匠鑄造偽冒品，向國民宣稱獲得自己已經獲得正義之劍承認領導者身份，並趕走先王之子哈尼旺，獨攬大權，得到被剛魔神軍控制的夏利雲城堡後，又將企圖抵抗的大臣騎士卿，以咒術變成手下「冠軍盃」。同時更以餐具製作成大批士兵，將正義之國牢牢控制。該國在普力王三世管治下，人民逐漸變得自私自利，經常因小事發生爭執。
腦天治（配音員：招世亮（香港）、茶風林（日本））
多拉古軍團的智囊，也是機械天才，作戰重視數據計算，處事小心。外表是一名老者的他，在受到多拉古魔法影響前，其實是賣金魚的少年小販。曾經駕駛「高士模城堡」決戰希布的「馬哈拿城堡」，由於智慧與魔法力比希布強，連「馬哈拿城堡」也陷入苦戰，因此希布只好找冰山，熔岩二城堡進行魔法耐力修行。「高士模城堡」戰敗後，擔任舒拿基的參謀，也有參與使聖機神城堡們魔化的行動。是舒拿基、麥加度以外，令勇者一行人感到極難纏的對手。
曼加沙（配音員：黃健強（香港）、掛川裕彦（日本））
多拉古大敗勇者一行人後，控制法特蘭3年間產生出來的新幹部，形像既有二戰德蘇的軍官、也有二戰美國五星上將麥克阿瑟的影子 (平時會戴上一副太陽眼鏡和含著煙斗的形象正是參考了麥克阿瑟)。與由水煲變成的普力王三世一樣，本體是一支煙斗，但實力絕不下於他們，希布未跟隨希布利斯大師修行時，夥伴佳班飛龍城堡也不能壓下曼加沙，但相對麥加度則遜色一點。
3年後「黑暗白都城堡」把留迪故鄉聖龍尼亞破壞的行動就是曼加沙指揮的。後來多次戰敗捉去了希布的妹妹波波作為人質，也許是軍人和騎士精神的關係，對波波卻很有人情味，更阻止麥加度對波波施下毒手。後來被希布打敗後變回煙斗的原形。

### 其他角色
人參道人（配音員：招世亮（香港）、勝田久（日本））
仙人，持有多種超強神器與道具，包括強力鎧甲「珍珠鎧甲」。當希布想得到強力裝備珍珠鎧甲時，人參道人要他進行嚴格訓練與通過考驗，對希布的最大期望是勇者不可為正義濫用力量和殺戮，要有對自己和敵人都有「愛之心」。最後希布在能力與心智上有了很大的進步，道人才獎勵他「珍珠鎧甲」。其後希布藉此裝備配合「白都城堡」，順利打敗プラントキャッスル。
但「珍珠鎧甲」對多拉古的攻擊似乎不太耐用，當希布第一次直接決戰多拉古，珍珠凱甲加持下面對多拉古不堪一擊打回原形，留迪當下危急裝上了珍珠鎧甲迎戰也遭慘敗，鎧甲更被蒸發毀滅。
在三年後黑暗的未來中，希布在美雅陣亡感到絕望時，人參道人再次出現，他喚出了時空機器「佳班鳥」讓希布回到三年前重新開始，東山再起。後來多拉古被打敗後他也出席了希布的故鄉ドラゴニア的慶祝大典。
「希布利斯大師」(舊港譯希布利斯尊者) 基布拿斯（配音員：勝田久（日本））
希布利斯大宗派「馬吉加魯基魯」的掌門人，是一名劍術大師，門生除了希布及麥加度，還有帕魯爺爺及魔王多拉古。
角色原型來自星球大戰中的尤達大師。
帕魯爺爺
希布的「生父」，被希布稱為「爺爺」。其真正身份正是先代勇者，少年時與魔王多拉古份屬同門，更成為「希布利斯尊者」，曾率領聖機神軍，與剛魔神軍決戰，最後以封印雙方城堡戰士的做法，令戰爭平息。
數十年後，魔王多拉古再度來襲，帕魯爺爺自知年事已高，便縫製出一個洋娃娃，其後更將體內全部希布利斯力量，悉數灌注，便成為擁有生命，亦能運用希布利斯力量的勇者繼承人——希布。
帕魯爺爺原本在多拉古征服法特蘭的黑暗未來，被黑暗白都城堡所殺。但希布回到3年前改變歷史得救，告知了希布很重要的資訊：包括基布拿斯大師、成為希布利斯尊者、以至復活城堡戰士的聖機城堡的情報。

### 聖機神軍城堡戰士
代表勇者一方的城堡戰士，平時以城堡姿態沉睡，需要借助神聖金幣喚醒。不過解開封印後，亦可自行變成城堡型態。由於其力量來自勇者，因此勇者一旦遠離，戰鬥力便會大減。而且勇者的實力越強，城堡戰士的威力便會隨之增加。城堡戰士即使甦醒，仍可收納守城戰士或者勇者。其中能夠喚醒帝皇城堡的六位戰士，被稱為「六大聖機神」。
而且不同的城堡戰士，亦有其對應的裝備及技能，例如針對格鬥戰的「馬哈拿城堡」、著重火力的「白都城堡」、針對防守力的「剛多城堡」、擁有飛行力的「巴朗城堡」、能夠使用魔法的「法老王城堡」、以及作為聖龍尼亞首都、攻守實力最平均的「飛龍城堡」等。
特徵是胸前或額上，有一扇六角型天窗，天窗內藏城堡戰士核心。
超聖機神-帝王城堡（King Castel，配音員：鄧榮銾（香港）、小杉十郎太（日本））
眾聖機神之首，是力量最強大的一名。身形也比普通城堡戰士大兩倍左右。武器是巨大劍及身上裝置的各式炮台。與其他城堡戰士最大分別在於，城堡戰士型態，只是整座帝王城堡的主體，需要透過兩者結合才能重現原型。
在多拉古的野心彰現時，帝王城堡一直與黑色城堡對峙。
而希布等人初敗骷髏城堡時打算直接聯合帝王城堡提早消滅多拉古，結果幫不上忙，還要帝王城堡處處保護。結果他們都遭到帝王城堡的責備，其後希布被他提點要令所有聖機神覺醒藉以提升自己的作戰能力及希布利斯力量，才有機會打敗與多拉古搭檔的黑色城堡。
當希布在黑暗的未來回到三年前時，經過千重難關終於集給六大聖機神的力量令帝王城堡覺醒。當城堡公主封印所有城堡戰士時，帝王城堡與黑色城堡進行了最終的決戰，但二城堡兩敗俱傷同時倒地。最後城堡公主為了戰爭不再波及外面，再次犧牲自己把帝王城堡與黑色城堡封印。
飛龍城堡（Dragon Castel，配音員：李智良（香港）、山崎たくみ（日本））
「六大聖機神」之一，象徵「勇氣」的聖機神。與其他城堡戰士不同，其本體實際上是城堡頭上的飛龍，得意技是劍術。
希布在故鄉對付剛魔神的「骷髏城堡」時就是與飛龍城堡拍檔。後來大部份聖機神軍被魔化時，飛龍城堡唯一倖免，可惜孤軍作戰下被「黑暗白都城堡」消滅。在希布回到三年前時，飛龍城堡與佳班鳥產生了共鳴後合體成「超進化佳班飛龍城堡」（ハイパードラゴンキャッスル），其實力與「黑暗白都城堡」相當。當聖機神軍被魔化時，飛龍城堡是希布一行人極重要的作戰夥伴。
飛龍城堡有一名近衛戰士叫「善阿樂」（闘士ダンアロー），曾訓練希布武藝。
白都城堡（Battle Castel，配音員：盧國權、梁耀昌（香港）、田中秀幸（日本））
「六大聖機神」之一，象徵「友情」的聖機神，以全身裝備的炮台為主要武器，火力強大，包括位於頭部兩側及兩肩的主炮、額頭內藏的飛彈匣、以及胸甲內藏的主炮。（模型版本還有一枚鐳射鎗，但未曾在動畫使用過。）此外一對胸甲的星型徽章，更可展開保護罩。至於黑暗化後，武器除主炮外，更可雙手從黑暗龍變成的肩甲上，抽出斧刃，並合體成雙頭長柄斧。
初時希布們令白都城堡覺醒時，他為了考驗希布等人的友情是否經得起考驗，擁有作為「希布利斯勇者」的資格而拒絕加入他們，更給了數個難題要他們解決。後來希布也通過了考驗，令白都城堡同意協助他們，打敗了剛魔神軍的「布拉多城堡/工廠城堡」。
當多拉古使計運用黑暗魔法霧把聖機神軍「魔化」時，白都城堡也被黑暗龍附體，變成了「黑暗白都城堡」（惡魔怒龍．骷髏錢幣結合後的型態。）。在黑暗的未來三年中，他更殺害了飛龍城堡及把ドラゴニア大陸變成焦土。當希布回到過去時，經過了修行已經能配合佳班飛龍城堡擊殺黑暗白都城堡，但後來麥加度卻使用「聖機城堡」使之復活，最後希布靠者最強聖劍---皇者之劍把白都城堡的黑暗裝甲粉碎使之復完。
白都城堡有一名近衛戰士叫「丁梭度」（剣士デンソード），可以變身成強力的大劍。因此丁梭度的高度，遠較一般MS騎士為高。
法老王城堡（配音員：盧國權（香港）、中田和宏（日本））
「六大聖機神」之一，象徵「愛」的聖機神，精於幻術及魔法。武器是雙刀、以及以肩甲結合成的巨大雙刃剪（動畫版未有使用）。厭惡了聖機神與剛魔神多年沒有進展的戰爭，退出了聖機神軍及放棄了其義務。在希布展開冒險時，法老王城堡沉睡於雲層的天空城市，而多拉古的妹妹舒拿基則以法老皇城堡為根據地。對此法老王城堡沒有拒絕，可能是對聖機神多年未能解決法特蘭的戰爭問題感到失望，因而意氣與舒拿基合作。
當希布令巴朗城堡覺醒時，舒拿基也率領法老王城堡決戰。巴朗城堡對法老王城堡退出聖機神軍而且倒戈難以了解，二城堡因而爭執。由於舒拿基的實力再加上法老王城堡強力的魔法力，希布與巴朗城堡的搭檔在激戰中不斷吃虧，未能取勝。因此舒拿基與其謀士---主要幹部腦天治有機可乘使用黑暗魔法令大部份聖機神軍變成剛魔神軍，導致三年後黑暗的未來。
希布回到三年前東山再起時，為了把「希布利斯力量」發揮至最強，打敗持有「墮天使之劍」的麥加度與多拉古，必須得到傳說中最強的「王者之劍」。但是要得到「王者之劍」，要以強大的魔法力把海中心的聖地重現，所以希布再次墾求法老王城堡幫助。
勇者一行人再次與法老王城堡會面時，其態度與上次一樣，法老王城堡更坦言對聖機神剛魔神戰爭而失望的原因。
正當大家都沒有辦法時，希布忽然看見自暴自棄多年的法老王城堡，在沒有人打理下，身上長滿了青苔。由於希布一直視法老王城堡為夥伴，於是自願為法老王城堡清除沒有打理多年的青苔與污跡，不久留迪，主公等人被希布的誠心打動也一起幫忙。法老王城堡最後為希布的愛心及誠意打動，願意在大海開出陸路令聖地重現。希布因而能夠得到「王者之劍」。
後來「帝皇城堡」覺醒後，聖機神軍與剛魔神軍雙方都進行了最後總動員，展開了慘烈的大戰，波及四周。城堡公主醒悟了每次雙方的動員大戰，其實對法特蘭的大自然與人民都造成極大傷害，希布此刻亦醒起了法老王城堡退出聖機神軍後自暴自棄的原因。結果希布用盡力「希布利斯力量」，重複當年他爺爺的做法，把帝皇城堡與黑色城堡以外的城堡戰士封印，減少雙方總動員戰爭帶來的禍害。
「六大聖機神」中，唯一沒有所屬城堡戰士。
加多城堡(巨機城)（Grand Castel，配音員：馮永和（香港）、星野充昭（日本））
「六大聖機神」之一，象徵「正義」的聖機神，正如名字「Grand」一樣，以極高防衛力見稱。兩肩可合體成「神聖之盾」。額頭及胸甲兩側都有裝備火炮，不過最常用武器始終是長劍。沉睡在正義之國，後來希布解開石中劍的封印後得以復活。對正義非常執著，曾試過拒絕貪財的寬先生進入體內(城內)，也因此不願攻擊受剛魔神軍控制的夏利雲城堡。
巴朗城堡/男爵城堡（Baron Castel，配音員：周鸞（香港）、藤原啟治（日本））
「六大聖機神」之一，象徵「希望」的聖機神。唯一擁有飛行能力的聖機神，由外表看來遠較其他城堡戰士年長（單行版本中更有「即使年老仍抱有希望」的對白）。武器是騎槍及盾、以及利用背上巨大十字風車，產生強力旋風。
最初與「法老王城堡」交戰時不敵，被鎖鏈囚禁在天上一片雷雲上，在手下的合體王幫助下，才可拉回地面。然而在救出城堡公主後，受多拉古的黑霧力量所魔化。本來城堡公主和希布合力以其回後原貌，可是勇者一行人被多拉古大敗後又再次被魔化，直至城堡公主在聖機城堡舉行儀式才回復正常。
手下的城堡戰士，是能夠合體成「MD皇帝合體王」的MD六人眾。
馬哈拿城堡（Mahana Castel，配音員：郭立文（香港）、島香裕（日本））
「六大聖機神」之一，象徵「夢」的聖機神。使用雙刀，外貌參考了印度泰姬陵。
片頭動畫中，以白色為主調，動畫中則換成黑白兩色。
陶俑城堡/夏利雲城堡（配音員：岩永哲哉（日本））
象徵「咒縛」的聖機神。被剛魔神軍以洗腦面具控制。雖然體積龐大，卻擁有極強機動力。除了髮髻型飛彈以及佩劍外，亦可使用法術。後來聖機神軍們再次被魔化時，夏利雲城堡不需再帶上面具了。
根據惡魔城堡的記憶，夏利雲城堡早在上一代勇者大戰中，已經裝上洗腦面具，曾與白都城堡交手。
與聖機城堡一樣，並非令帝皇城堡復活的六大聖機神之一。
聖機城堡（配音員：菅原淳一（日本））
原本是正義之國的大聖堂，擁有修復其他城堡戰士的力量，聖機城堡本身並不屬於雙方陣營，但在城堡戰士中間，有著最強大影響力，除了在城堡戰士損壞或被毀時可以進行修復（不分陣營亦會相救）。據說只要戀人在聖機城堡中結婚，便等於與雙方城堡戰士結盟，間接統一法特蘭大陸。而聖機城堡內部有一密室，配合城堡公主力量，可以淨化所有被控制的城堡戰士。
最初被麥加度搶先喚醒，在舒拿基要求與他結婚、聖機城堡變回大聖堂期間，封印金幣被留迪搶去，令它變成聖機神軍同伴。
戰法定位偏向類似治療系的僧侶，但是單獨作戰能力也相當不俗，在城堡公主在其內部舉行儀式受魔化的聖機神軍們攻擊時，聖機城堡也有以寡敵眾的本領。武器是將兩肩裝甲結合成的騎槍。
與夏利雲城堡一樣，並非令帝皇城堡復活的六大聖機神之一。
燈塔城堡
單行本出場的城堡戰士，頭上可發出正義的光輝。
動畫版中成為剛魔神軍成員(48集)。
鐵塔城堡
單行本出場的城堡戰士，身體由鋼架組成，卻耐力十足。動畫中則只在片頭出現。
巴特隆城堡
單行本出場的城堡戰士，繼承了遠古文明的戰士。動畫中則只在片頭出現。
動畫版中成為剛魔神軍成員(48集)。
甲烷城堡
單行本出場的城堡戰士，以火焰為主要武器。
動畫版中成為剛魔神軍成員(48集)。
大笨鐘城堡
單行本出場的城堡戰士，動畫中則只在片頭出現。

### 剛魔神軍城堡戰士
剛魔神軍主力兵器，在多拉古力量下，再次復活，並佔領法特蘭大陸多處國家。最初是由多拉古喚醒的「骷髏城堡」、「高士模城堡」等等，利用面具控制「夏利雲城堡」、以及挑撥「冰山城堡」及「法老王城堡」與同伴的關係，將之收為己用等組成軍團。後來當希布等人救出城堡公主後，多拉古索性以黑暗力量，直接控制聖機神軍各成員（飛龍城堡除外）。結果令飛龍城堡敗於裝備黑暗龍、剛魔神軍最新主力黑暗白都城堡手上。
除了上述各成員外，剛魔神軍亦有製作量產型城堡戰士，例如「恐龍城堡」等等。
特徵是倒五角型天窗。根據模型版的夏利雲城堡所設定，戴上面具後，額上代表聖機神軍的六角型天窗，便會被剛魔神軍象徵的五角型天窗遮蓋。動畫及單行本中則沒有沿用此設定。
超剛魔人 黑色城堡（配音員：森川智之（日本））
與帝皇城堡對立的惡魔城塞，也是魔王多拉古大本營。擁有兩對手臂、兩對雙眼的魔城，也是剛魔神軍力量來源之一。
骷髏城堡（配音員：森川智之（日本））
剛魔神軍城堡，最後被「飛龍城堡」擊毀。主要武器有身體內藏四連發飛彈、以及死神鐮刀。
工廠城堡（配音員：菅原正志（日本））
剛魔神軍城堡，最後由污染空氣的元凶，變成大型空氣清新機。武器除了由本體噴出毒霧，還有頭頂的可動式煙囪型主炮。
天文台城堡/高士模城堡（配音員：肥後誠（日本））
剛魔神軍城堡，最後變成開放予民眾的天文台。由腦天治駕駛，當初希布的智慧與魔法力不足時，高士模城堡的實力可以全面制壓馬哈拿城堡。額上的望遠鏡，可將人及MD騎士吸入體內，成為觀星圖上的星座。
恐龍城堡
剛魔神軍城堡，為數眾多，其中一座曾在希布打算潛入工廠城堡時，與一行人以猜謎對決。
大江戶城堡
東方島國的剛魔神軍城堡，在每集開首介紹中出場，不過在動畫中只在剛魔神軍的回憶中出現過。
軍艦城堡
單行本中出場，全身擁有機械的重裝備，實力足與聖機神軍白都城堡匹敵。

### 自然界城堡戰士
熔岩城堡
屬於自然界中，控制火炎的城堡戰士，原本與弟弟冰山城堡一同維護氣候變化。然而剛魔神軍向冰山城堡進讒，指熔岩城堡打算燒毀整個世界，冰山城堡信以為真，便以暴風雪把兄長冷凍。
武器是大石槌、以及噴射火焰。
冰山城堡
屬於自然界中，控制寒冰的城堡戰士，與兄長溶岩城堡一同維護氣候變化。
武器是冰劍，以及吹出寒風。

### MD騎士
戰士善阿樂/達伽隆（配音員：馮錦堂（香港））
飛龍城堡軍團團長，出身自名門「達」系一族，可變形為攻城弩。但弱點是射擊時需要有操炮手，否則單靠達伽隆一人，是無法瞄準目標。
唯一擁有大量同型機部下的戰士，猶如量產軍團一樣，分別鎮守飛龍城堡外圍城牆，以及偽裝成城門通道兩旁石像。其中親戚達太郎、達二郎、達三郎、達四郎、達五郎五兄弟戰士，更是駐留飛龍城堡體內的軍隊，此外，MD六人眾的達薩古亦是其遠親。
劍士丁梭度（配音員：郭立文（香港））
白都城堡守護戰士，可變成巨大劍，成為炮擊為主的城堡，唯一白刃戰兵器。
戰士格古洛斯
馬哈拿城堡守護戰士，可變成大炮。
戰士當布魯 （配音員：翟耀輝（香港））
剛多城堡守護戰士，可變形成投石機。以鐵球為主要武器，對栽培哈尼旺王子相當嚴格，亦曾教授王子及希布武藝。，MD六人眾的桐柏奴是其遠親。
MD六人眾/MD皇帝．合體王（配音員：馮錦堂（香港））
巴朗城堡守護戰士，可合體成巨大MD戰士「合體王」，合體後擁有與城堡戰士匹敵的力量。三年後重遇希布，並協助他們尋找法老王城堡。最後為阻擋麥加度而犧牲。
不過在剛魔神軍被消滅後，六人又再復活，並在祝賀典禮期間，在街頭表演疊羅漢。
卡帕圖（配音員：馮錦堂（香港）、山崎たくみ（日本））
合體王上半身、也是MD六人眾隊長，有著鳥型的頭部，也是唯一擁有飛行能力的戰士，因此亦可被希布乘搭，使出空中戰法。武器是背上的巨大星型飛鏢(也是合體王的胸甲)，胸甲內藏小型雷達，打開後可以進行偵測。
桐柏奴（配音員：菅原淳一（日本））
銅博奴的親戚、合體王右腳，有著牛型的右肩甲。以老人小販的身份偽裝，後來因為與寬先生在買賣時發生爭執，被格帕圖發現才揭露身份。
薩達爾（配音員：岩永哲哉（日本））
合體王右臂，武器為迫擊炮，有著鱷魚型的頭部。在MD六人眾打算一同營救巴朗城堡時，與同伴失散，更因受傷引致失憶，後來成為幼稚園教師。
達薩古（配音員：星野充昭（日本））
合體王左臂，武器是加農炮。有著鯊魚型的頭部及肩甲，與飛龍城堡戰士達伽隆，同樣出身自達系一族。兩人可以互相進行聯絡。
電雷歐（配音員：肥後誠（日本））
丁梭度的親戚、合體王左腳，有著獅型的左肩甲。
法格因（配音員：森川智之（日本））
合體王下盤，有著犀牛的頭飾，在MD六人眾失散後，化身成舞孃「美美」，雖然是酒吧中最受歡迎的成員，但外表卻令初次見面的留迪感到噁心。

### 飛龍
正義飛龍．佳班（Gaiban）
擁有穿越時空力量的飛龍，原本披著岩石偽裝。人參道人為幫助希布返回三年後的過去，便將佳班交託予他。希布與留迪到達後，發現被黑暗白都城堡，壓制至處於下風的飛龍城堡。為了保護飛龍城堡，希布發動希布利斯力量，令佳班褪下偽裝，並與飛龍城堡合體成「佳班飛龍城堡」。
惡魔怒龍．骷髏錢幣（Skull Dollars）
剛魔神軍的魔龍，在希布被封印後，與白都城堡合體，成為「黑暗白都城堡」，其後更打敗「飛龍城堡」，佔領聖龍尼亞。
雖然模型版中有獨立現身，但動畫中一出場，已經成為黑暗白都城堡裝備，並未如佳班一樣，出現過未結合狀態。

### 正義之國
哈尼旺王子
正義之國王子，在父王駕崩後本應繼承皇位，但普力王三世要脅工匠，彷製一柄代表皇權象徵的正義之劍，以表示自己是合法繼承者，繼承繼承皇位，哈尼旺被逼逃亡。為了重奪繼承權，曾經試圖強奪正義之劍，最後失敗。直到希布等人幫助下，才得以復位。
在希布乘坐佳班回到三年前的法特蘭大陸時，由於正義之國的剛多城堡及夏利雲城堡被魔化，剛魔神軍為了喚醒聖機城堡，再次侵略。
騎士卿
哈尼旺王子的託孤大臣，後來被普力王三世施咒，變成「冠軍盃」，雖然成為剛魔神軍將領，卻依然保留堂堂正正的性格。在希布將冠軍盃打敗後亦回復本心。
身上鎧甲造型，藍本來自日本名將伊達政宗。

### 其他
旁白
配音員：盧國權（香港）、西村知道（日本）

## 用語
城堡戰士
體型巨大、擁有自我意識的戰鬥機械。根據至尊勇者系列模型盒背後所示，城堡戰士的內構，除了必要的機械零件外，亦有普通城堡的設施，例如樓梯、各式兵器、以及天窗、甚至如飛龍城堡一樣，有名為「達一族」的成員擔任城內守備兵等等。
除了代表正義的聖機神、以及代表邪惡的剛魔神，還有代表自然的冰山及熔岩城堡等。而小型化的城堡戰士，稱為「MD騎士」。
MD騎士
相對城堡戰士，屬於小型化的機械精靈，因為機械結構之便，可進行變形以及合體技能。而MD騎士不單負責守護開啟城堡戰士的封印，也擔當守備工作，防衛所屬的城堡戰士(法老王城堡除外)。故事中出場的MD騎士，基本上是由數個大族子弟擔當，例如最有名望、以飛龍城堡為根據地的大族「達一族」，包括達伽隆及達太郎、達次郎等大量家族成員，都在其麾下任職。而達一族其中一位成員達薩古，更是巴朗城堡屬下「MD六人眾」之一。
由於MD騎士主要負責守備，因此大部份成員都能夠變形，成為輔助城堡戰士的戰力，除了達伽隆、銅博奴等可變成投射炮台，丁梭度，更可變為白都城堡專用大劍。特別是巴朗城堡手下的「MD六人眾」，更可合體成威力足以與城堡戰士匹敵的「MD皇帝．合體王」。
希布利斯力量
世上最強的神秘力量，只有少數被挑選的人物才能運用，當中實力最強者，被稱為「希布利斯大師」(舊港譯「希布利斯尊者」)。帕魯爺爺及多拉古，便是少數繼承此稱號的強者。從自由飛行、斷石分金、乃至以自身力量，提升城堡戰士威力，統統都可以希布利斯力量實現，因此亦吸引各地武人，拜師於基布拿斯道人門下。
希布利斯力量，一般來說可以透過修行鍛練習得，在用者情緒達至高峰(例如憤怒或悲慟時)，便會不斷釋放(但如果對決雙方爆發已經失控，最後招致兩敗俱傷)。雖然如此，要成為希布利斯大師，便必須掌握「天、地、空」（天空、大地及空氣）三大自然力量而成，唯有達到與自然融為一體，才能將其運用自如。
一般而言，希布利斯力量是代表正義勇者才會擁有，但剛魔神軍的多拉古及麥加度，便憑籍它實現自身野心，而他們使用的，亦稱為「黑暗希布利斯力量」。
聖龍尼亞
留迪及希布的故鄉，由龍族管治的國家，可惜在留迪尚是嬰孩時被剛魔神軍攻滅。留迪曾經在「飛龍城堡」協助下復國，更以之為首都，可惜在多拉古控制大部份城堡戰士後，再被「黑暗白都城堡」佔領，更將「飛龍城堡」打敗。
正義之國
昔日被稱為正義的國家，但在普力王三世詭計下登上皇位，自此令百姓變得毫無正義之心。最後王子哈尼旺在希布協助下，才得以正位。
正義之國所屬城堡戰士，除了六大聖機神之一加多城堡、擁有回復功能的聖機城堡、以及被剛魔神軍以面具控制的夏利雲城堡。
墜天使之劍
相傳是天使厭倦侍奉天神後，化身而成的魔劍，由麥加度所持有，與留迪的「破邪之劍」可互生共嗚，而兩劍亦是解開保存「王者之劍」的帝王神廟之關鍵，配合破邪之劍，只要插進廟首的馬首左眼，便可解開封印。
破邪之劍
與墜天使之劍相生相勀的聖劍，由留迪所持有，與麥加度的「墜天使之劍」可互生共嗚，而兩劍亦是解開保存「王者之劍」的帝王神廟之關鍵，配合墜天使之劍，只要插進廟首的馬首右眼，便可解開封印。
除了收起劍刃，也可伸長劍柄成為長刀。
王者之劍
只有被稱為希布利斯大師的強者才能擁有的最強聖劍，有著足以破除一切邪惡的力量。
勇者之劍
帕魯爺爺年輕時所使用的武器，後來被插在聖龍尼亞的廣場中，即使生有神力也無法拔出，直到帕魯的洋娃娃希布覺醒到勇者的力量才被拔起，並成為希布的佩劍。
在聖機神軍城堡戰士一一被多拉古控制後，希布與留迪為打敗多拉古，奪回控制，偷偷前往剛魔神軍大本營，最後不敵而敗，勇者之劍也被打斷。
金幣
既是法特蘭大陸流通的貨幣，亦有部份是被施予魔力的魔法金幣。

## 漫畫
《至尊勇者》在日本有推出漫畫版，可是漫畫單行本只連載了兩期便沒有繼續推出，餘下最後三話的劇情只在當時連載的周刊繼續下去。漫畫版的作者是神田正宏，原案由小早川薰負責。

## 周邊產品

### 城堡戰士系列
《至尊勇者》由SEGA推出了一系列模型，一共有十五款:
1. 白都城堡『バトルキャッスル』，設計藍本來自美國白宮
2. 飛龍城堡『ドラゴンキャッスル』，類似童話故事中有魔龍居住的城堡
3. 馬哈拿城堡『マハラキャッスル』，設計藍本來自泰姬馬哈陵
4. 骷髏城堡『ゴーストキャッスル』，設計藍本來自鬼屋
5. 加多城堡『グランドキャッスル』，設計藍本來自要塞
6. 巴朗城堡『バロンキャッスル』，設計藍本來自風車以及唐吉訶德
7. 法老王城堡『ファラオキャッスル』，設計藍本來自金字塔
8. 工廠城堡『プラントキャッスル』，設計藍本來自工廠
9. 熔岩城堡『ヨウガンキャッスル』
10. 冰山城堡『ヒョウザンキャッスル』
11. 黑暗白都城堡『邪悪バトルキャッスル』
12. 佳班飛龍城堡『超進化ドラゴンキャッスル』
13. 聖機城堡『セントキャッスル』，設計藍本來自大教堂
14. 夏利雲城堡『ハニワキャッスル』，設計藍本來自日本邪馬台國的武士（與大江戶城堡，參考時代不同）
15. 帝王城堡『超聖機神キングキャッスル』，設計藍本來自《木馬屠城記》的木馬。

### 魔像系列扭蛋玩具
除了動畫出場角色，亦包括漫畫版獨有城堡戰士。

### Figure系列
香港公司Do Something與香港玩具品牌Sky X Studio在2022年成功在日本爭取《至尊勇者》版權，2023年推出飛龍城堡『ドラゴンキャッスル』和佳班飛龍城堡『超進化ドラゴンキャッスル』的合金製成品模型。2024年又推出白都城堡(バトルキャッスル)和邪惡白都城堡(邪悪バトルキャッスル)的合金製成品模型。
知名香港玩具品牌ACTION TOYS旗下的「ES合金系列」亦在2023公告在日本爭取到版權推出《至尊勇者》製成品模型。

## 工作人員
- 原作：小早川薫
- 監督：石蔵武（1話～24話）、なみきまさと（25話～50話）
- 系列構成：山田隆司
- 脚本：富田祐弘、山田隆司、柳川茂、海老沼三郎、高橋良輔、やまぐちひろし
- 演出：辻初樹、桜井弘明、なみきまさと、酒井伸次、政木伸一、東森一、松井仁之、日色如夏
- 分鏡：辻初樹、桜井弘明、なみきまさと、酒井伸次、開木菜織、石蔵武、東森一、松井仁之、山口武志、日色如夏
- 人物設定・総作画監督：辻初樹
- 作画監督：辻初樹、大宅光子、佐々木敏子、本橋秀之、鳥居愛緒、半田由利、青嶋克己、澤田正人、小西洋子、田中良
- 美術監督：工藤ただし
- 攝影監督：枝光弘明
- 音響監督：原田一男
- 音楽：和田薫
- 音響効果：蔭山満（フィズサウンドクリエイション）
- 動畫製作：STUDIO GALLOP
- 製作：テレビ東京、NAS

## 主題曲
- OP「カモン! ヘポイ」（作詞：広井王子、作曲：工藤崇、歌：草尾毅、久川綾、増田裕生）
- ED「ダイナマイトキャット」（作詞：久川綾、作曲：実川俊晴、歌：久川綾）

- 香港版主題曲：「至尊勇者」（作曲：江港生　作詞：因葵　主唱：許志安）

誰人又能做到
不管幾個圈套
始終掙扎永不停步
誰人又能做到
不管幾之苦惱
但願敵人能盡掃
只想黑暗知道
幾多美麗制度
就是為著代替粗暴
然而未能做到
即使幾次跌倒
滅絕敵人用法寶
不後退不流淚不告吹
縱有苦痛滿身軀
不後退不怕追不疲累
交出兵器全部放一堆
旁人未能料到
身 邊幾圈套
始終可以永不迷路
旁人未能料到
加添幾次苦惱
加深反抗能力高
可知魔法一到 彷彿正義信號
實現夢幻是我的路
唯求未來共舞 風景終會變好
滅盡敵人用法寶

## 相關資料
- 相較於同期類似的動畫製作的《魔神英雄傳》，本作一反同類作品強調機器人在戰鬥上重要性多於人類角色、以主角希布等人成長為故事核心，城堡戰士戰鬥場面不單較少，沒有必殺技、甚至戰鬥時經常處於下風，需要希布等人幫忙才可打倒敵人等情節，創新有餘，卻大大削弱城堡戰士重要性，違背機器人動畫中，為催谷模型銷量加重機器人戲份的銷售策略，變相影響模型銷路，以至整體反應在日本不太理想。而片頭與片尾的動畫歌，未知是否經費不足，也被評為質素偏低於同期動畫。不過，本作以忠於傳統RPG故事模式見稱、也是極少數機器人動畫偏重人類角色的異數，即使故事完結後數十年，也未曾有同類作品出現過。另外，本作也是首次以布偶(希布)擔當勇者兼主角、美亞美亞也被動漫迷視為經典貓娘角色; 此外，本作配樂旋律優美，也為愛好者推崇。

- 《至尊勇者》當時得到世嘉公司（SEGA）的贊助。SEGA本來打算製造一個在MD主機運行的「至尊勇者」RPG遊戲，最後無疾而終。[永久]

### 至尊勇者與香港
《至尊勇者》在1992年於香港無線電視翡翠台播放，她在香港十分受歡迎。由於無線電視多年未有重播此作，更令當時看過的人更加懷念。近來，去信無線電視重播或聯署要求至尊勇者推出DVD的事件，在網上間中都會出現，至尊勇者在香港動畫迷心目中的地位可見一斑。
多年香港動畫迷希望無線電視重播《至尊勇者》未能成功；年前日本公司super-vision以投票方式決定推出甚麼1980/90年代動畫的DVD時，香港的至尊勇者迷亦努力為其拉票，但沒有結果。後來，super-vision決定於2007年4月推出《至尊勇者》DVD，對香港的至尊勇者迷是個很大鼓舞。

## 外部連結
- 日本Super-Vision官網對至尊勇者DVD的介紹
- アニメ通.COM對至尊勇者DVD的介紹 （页面存档备份，存于）
- Amazon.co.jp對至尊勇者DVD的介紹 （页面存档备份，存于）